# Rattus stoicus
Rattus stoicus — один з видів гризунів роду пацюків (Rattus).

## Поширення
Країни проживання: Індія (Андаманські острови). Живе від рівня моря до 200 м. Зустрічається в тропічних вічнозелених лісах.

## Морфологія
Це великі гризуни завдовжки 220—260 мм, хвіст — 192—212 мм, стопа — 47—50 мм.

## Зовнішність
Хутро дещо розріджене і стоншене, верхні частини коричнево-жовті, посипані довгими жорсткими чорнуватими щетинками, боки жовтуваті, а вентральні частини, щоки та верхні губи білі, основа основи волосина сіра. Навколо очей є більш темні кільця. Вібриси чорні. Вуха великі, темно-коричневі. Задня стопа покрита дрібними білуватими волосками. Хвіст коротший за голову і тіло, він рівномірно темно-коричневий і покритий приблизно 10 лусочковими кільцями на сантиметр. У самок є 2 пари грудних сосків і 3 пахових пари.

## Звички
Наземний і нічний вид.

## Загрози та охорона
Немає серйозних загроз для цього виду, хоча є загрози цунамі. Він не був записаний в охоронних територіях.